# Raphael Matos
Raphael Matos (Belo Horizonte, 28 de agosto de 1981) é um automobilista brasileiro.
No ano de 2008 ganhou a Indy Lights conquistando 510 pontos e vencendo três corridas das 16 disputadas neste ano. Andou muitas vezes na frente em ovais, onde não era seu forte pois era estreante.
Esses resultados chamaram a atenção de Roger Penske que o contratou no ano de 2009 para a Luczo Dragon Racing. Logo na primeira corrida bate com Danica Patrick, em Indianápolis se envolve em acidente com Vitor Meira sem culpa alguma. Tem bons resultados em Long Beach e nas outras provas da IRL. Ganhou o título de rookie of year (estreante do ano), ao superar na última corrida o holandês Robert Doornbos. Atualmente corre na Stock Car Brasil.

## Inicio de carreira
Matos chegou aos Estados Unidos em 2002, após karting no Brasil e começou a competir em Skip Barber Formula Dodge, vencendo o campeonato em 2003. Em 2004, transferiu-se para o Star Mazda Series e em 2005 ele ganhou o campeonato Star Mazda . Em 2006, ele subiu os Champ Car , onde ele dirigiu para a equipe Sierra Sierra e capturou uma vitória em seu caminho para quarto lugar na classificação pontos .

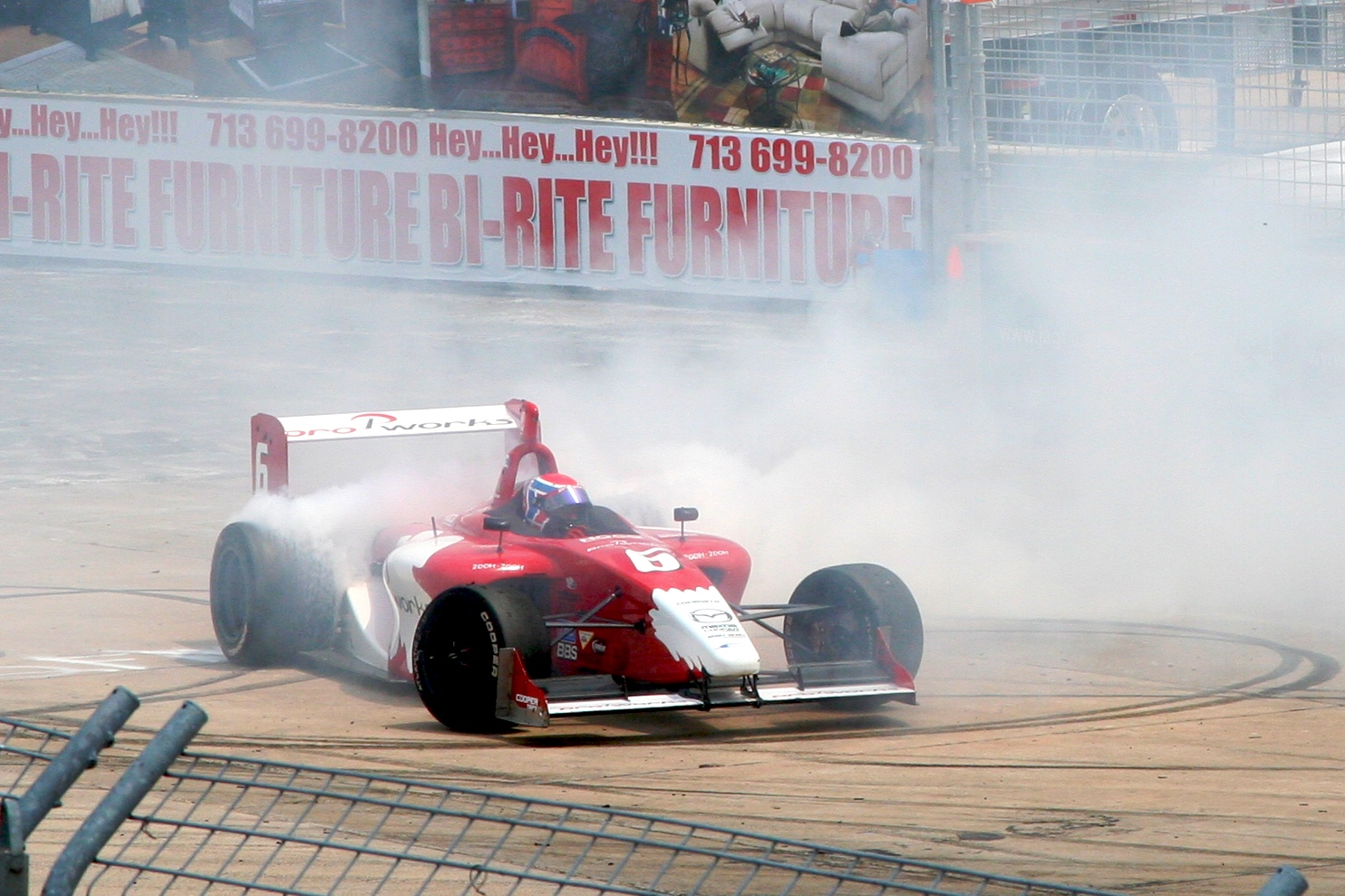
Matos comemorando sua vitória em 2007

Ele também competiu em quatro Indy Pro Series corridas para Guthrie Corrida e varreu as duas corridas realizadas em março no St. Petersburg , Florida . Durante a queda , foi nomeado um driver para [[]da equipe A1 Brasil] em [[ ]A1 Grand Prix] séries e fez sua estréia na corrida da série 'em Pequim na temporada 2006-2007. Ele correu um  Lola B07 / 40 - Mazda em 2007 12 Horas de Sebring e 2007 Petit Le Mans 

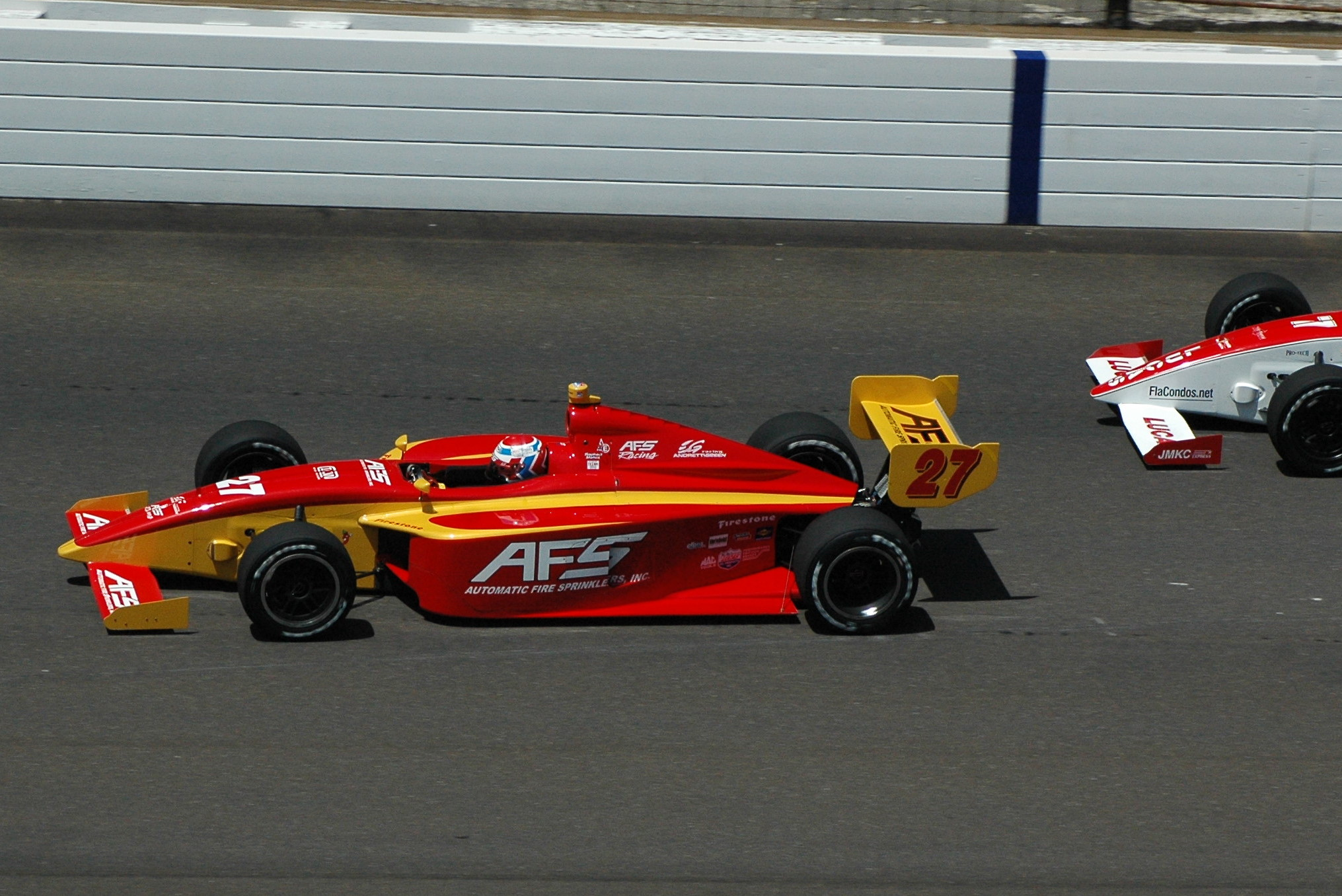
Matos Pilotando em 2008

## Indy Lights
Matos continuou com a equipe Sierra Sierra em Atlantics em 2007 e conquistou o campeonato com várias corridas restantes na temporada , garantindo para si o prêmio de dois milhões dolares,  um convite para o campeonato mundial de 2008  .
No entanto, Matos decidiu passar a bolsa e assinar com Andretti Green Racing para dirigir na Formula Indy em 2008, onde ganhou a série championship.
Antes da temporada de 2008 da Indy Lights, ele dirigia um Mazda RX-8 para a equipe SpeedSource no Rolex 24 em Daytona, ficando em primeiro na classe GT e um acabamento geral 9º lugar , compartilhando o carro com Nick Ham , David Haskell e Sylvain Tremblay . Após a temporada , ele dirigiu por Michael Shank Corrida na equipe vencedora na classe DP  .

## IndyCar Series

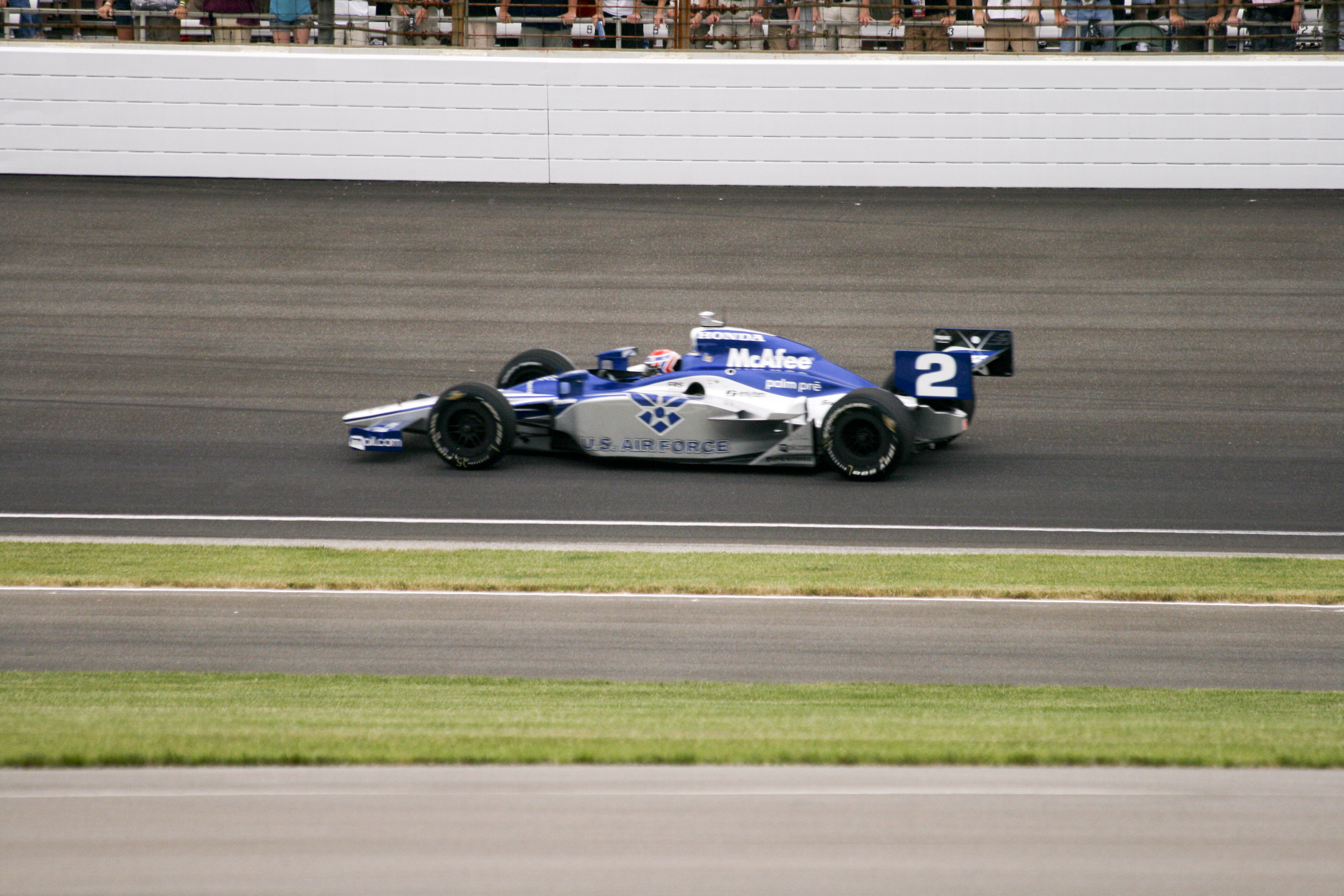
Matos dirigindo nas 500 Milhas de Indianapolis no ano de 2009

Matos competiu no pleno Temporada da IndyCar Series de 2009 para Luczo -Dragon Racing. Ele se classificou em terceiro lugar na sua segunda corrida, o Grand Prix Long Beach e terminou oito. Ele foi o mais rápido qualifier rookie em sua primeira Indy 500 e correu no pelotão da frente, mas teve um acidente com Vitor Meira em que Meira ficou ferido. Matos terminou em 22º. Matos capturado Rookie sazonal das honras do ano por uma ampla margem sobre o ex-piloto de F1 Robert Doornbos. Melhor acabamento Matos foi sexto no Milwaukee Mile. Ele estava correndo no final de cada um dos últimos dez corridas da temporada, a consistência que levaram a 13 no campeonato , apesar de alguns dez melhores acabamentos. Curiosamente, Raphael 12ª qualificado, tanto na Indy 2009 e 2010, 500 e ele também caiu em ambas as corridas mais ou menos no mesmo local na saída da curva 1. Ele não conseguiu se classificar a entrada AFS para o 2011 Indianapolis 500.

## Resultados na carreira

### American Le Mans Series
| 2006 | B-K Motorsports              | LMP2 | Courage C65            | Mazda R20B 2.0L 3-rotor                  | Predefinição:GoodAno | SEB ovr:Ret cls:Ret | TEX | MID | LIM | UTA | POR              | AME | MOS                 | PET                 | MON |                     |     | 23rd  | 14  |
| 2007 | B-K Motorsports Mazdaspeed   | LMP2 | Lola B07/46            | Mazda MZR-R 2.0L Turbo I4                | K                    | SEB ovr:NC cls:NC   | STP | LNB | TEX | UTA | LIM              | MID | AME                 | MOS                 | DET | PET ovr:Ret cls:Ret | MON | 28th  | 10  |
| 2008 | B-K Motorsports              | LMP2 | Lola B07/46            | Mazda MZR-R 2.0 L Turbo I4 (E85 ethanol) | Y                    | SEB ovr:DNS cls:DNS | STP | LNB | UTA | LIM |                  |     |                     |                     |     |                     |     | 33rd  | 10  |
| 2008 | B-K Motorsports              | LMP2 | Lola B08/86            | Mazda MZR-R 2.0 L Turbo I4 (E85 ethanol) | D                    |                     |     |     |     |     |                  |     |                     |                     |     | MON ovr:30 cls:10   |     | 33rd  | 10  |
| 2008 | Andretti Green Racing        | LMP2 | Acura ARX-01b          | Acura 3.4L V8                            | M                    |                     |     |     |     |     | MID ovr:14 cls:7 | AME | MOS                 | DET                 | PET |                     |     | 33rd  | 10  |
| 2011 | Risi Competizione            | GT   | Ferrari 458 Italia GTC | Ferrari 4.5 L V8                         | M                    | SEB                 | LNB | LIM | MOS | MID | AME              | BAL | MON                 | PET ovr:DNS cls:DNS |     |                     |     | NC    | -   |
| 2012 | Performance Tech Motorsports | PC   | Oreca FLM09            | Chevrolet LS3 6.2 L V8                   | M                    | SEB ovr:49 cls:6    | LNB | MON | LIM | MOS | MID              | AME | BAL ovr:Ret cls:Ret | VIR                 | PET |                     |     | 25th* | 10* |

* Temporada em Andamento.

### A1 Grand Prix
(key) (Corridas em negrito indicam pole position) (Corridas in italico indicam volta mais rápido)
| 2006–07 | Brazil | NED SPR | NED FEA | CZE SPR | CZE FEA | BEI SPR 6 | BEI FEA 7 | MYS SPR 19 | MYS FEA 18 | IDN SPR | IDN FEA | NZL SPR 16 | NZL FEA 14 | AUS SPR | AUS FEA | RSA SPR | RSA FEA | MEX SPR | MEX FEA | SHA SPR | SHA FEA | GBR SPR | GBR SPR | 18th | 9 |

### American open–wheel racing
(key)  (Corridas em negrito indicam pole position) (Corridas emItalico indicam volta mais rápida)

#### Atlantic Championship
| 2006 | Sierra Sierra Enterprises | LBH 2 | HOU 11 | MTY 23 | POR 6  | CLE1 5 | CLE2 Ret | TOR 9 | EDM Ret | SJO 1  | DEN 2  | MTL 7 | ROA 2 | 4th | 205 |
| 2007 | Sierra Sierra Enterprises | LVG 1 | LBH 1  | HOU 1  | POR1 4 | POR2 6 | CLE 1    | MTT 2 | TOR 3   | EDM1 1 | EDM2 1 | SJO 4 | ROA 2 | 1st | 341 |

#### Indy Lights
| 2006 | Guthrie Racing | HMS   | STP1 1 | STP2 1  | INDY   | WGL 13  | IMS 4 | NSH   | MIL    | KTY    | SNM1  | SNM2   | CHI     |       |        |        |       | 10th | 154 |
| 2008 | AGR-AFS Racing | HMS 8 | STP1 1 | STP2 12 | KAN 19 | INDY 10 | MIL 3 | IOW 7 | WGL1 1 | WGL2 2 | NSH 5 | MDO1 1 | MDO2 18 | KTY 6 | SNM1 2 | SNM2 6 | CHI 3 | 1st  | 510 |

#### IndyCar Series
| 2009 | Luczo Dragon Racing     | STP 20 | LBH 8  | KAN 20 | INDY 22 | MIL 6    | TXS 12  | IOW 16 | RIR 8  | WGL 12 | TOR 10 | EDM 18 | KTY 16 | MDO 9  | SNM 9  | CHI 9  | MOT 9  | HMS 14 |     | 13th | 312 |
| 2010 | de Ferran Dragon Racing | SAO 4  | STP 8  | ALA 14 | LBH 20  | KAN 16   | INDY 29 | TXS 16 | IOW 14 | WGL 4  | TOR 21 | EDM 13 | MDO 7  | SNM 21 | CHI 29 | KTY 16 | MOT 18 | HMS 17 |     | 14th | 290 |
| 2011 | AFS Racing              | STP 7  | ALA 20 | LBH 11 | SAO 25  | INDY DNQ | TXS1    | TXS2   | MIL    | IOW    | TOR    | EDM    | MDO    | NHM    | SNM    | BAL    | MOT    | KTY    | LSV | 30th | 67  |

| Anos | Equipes | Corridas | Poles | Wins | Pódios (Sem Vitórias) | Top 10s (Sem Pódio) | Indianapolis 500 Wins | Championships |
| ---- | ------- | -------- | ----- | ---- | --------------------- | ------------------- | --------------------- | ------------- |
| 3    | 2       | 38       | 0     | 0    | 0                     | 13                  | 0                     | 0             |

#### Indianapolis 500
| Ano  | Chassis | Motor | Largada | Fim | Equipe                  |
| ---- | ------- | ----- | ------- | --- | ----------------------- |
| 2009 | Dallara | Honda | 12      | 22  | Luczo Dragon Racing     |
| 2010 | Dallara | Honda | 12      | 29  | de Ferran Dragon Racing |
| 2011 | Dallara | Honda | DNQ     | DNQ | AFS Racing              |

### Stock Car Brasil
| 2012 | Bassani Racing      | Peugeot 408     | INT      | CTB     | VEL      | RBP     | LON      | RIO      | SAL       | CAS       | TAR       | CTB      | BSB 23   | INT 9    |           |           |          |         |          |         |          |       |           | NC†  | 0†  |
| 2013 | Hot Car Competições | Chevrolet Sonic | INT 10   | CUR 26  | TAR 16   | SAL 26  | BRA 10   | CAS 19   | RBP 6     | CAS 8     | VEL 16    | CUR 18   | BRA 10   | INT 18   |           |           |          |         |          |         |          |       |           | 13th | 84  |
| 2014 | Hot Car Competições | Chevrolet Sonic | INT 1 17 | SCZ 1 7 | SCZ 2 23 | BRA 1 2 | BRA 2 26 | GOI 1 17 | GOI 2 Ret | GOI 1 DSQ | CAS 1 Ret | CAS 2 27 | CUR 1 22 | CUR 2 12 | VEL 1 Ret | VEL 2 Ret | SCZ 1 10 | SCZ 2 1 | TAR 1 15 | TAR 2 8 | SAL 1 10 | SAL 2 | BRA 1 Ret | 16th | 104 |